# Preuve en droit pénal français
Le principe de la présomption d'innocence est déterminant en France, et plus particulièrement en droit pénal, c'est sur lui qu'est construit le régime de la preuve. Elle pose le principe selon lequel (comme parallèlement en droit civil et en droit administratif), c'est au demandeur d'apporter la preuve (donc à l'accusation).
Le principe reste relatif puisque la nécessité l'implique : la preuve doit rester à la portée de l'accusation, il existe donc des présomptions de culpabilité et la procédure remet aussi en question cette présomption d'innocence afin de permettre une recherche de la preuve plus simple (garde à vue, etc.).

## Principes
Toute accusation sans preuve peut faire l'objet de poursuites judiciaires.

### Niveaux de preuves
- Preuve parfaite
  - présomption irréfragable (preuve absolue car incontestable)
- Preuve imparfaite
  - présomption simple
- Présomption
  - faisceau d'éléments ou d'indices

### Liberté de la preuve
L'article 427 du code de procédure pénale dispose : 

« Hors les cas où la loi en dispose autrement, les infractions peuvent être établies par tout mode de preuve et le juge décide d'après son intime conviction.
Le juge ne peut fonder sa décision que sur des preuves qui lui sont apportées au cours des débats et contradictoirement discutées devant lui. »

Cet article se situe dans le chapitre relatif au jugement des délits, mais la jurisprudence de la chambre criminelle en a forgé un principe général de droit. C'est un principe qui est valable devant toutes les juridictions pénales et qui signifie que tous les moyens de preuve sont recevables devant le juge tels que les indices, les aveux, un écrit (attention toutefois, les écrits sont parfois les seuls modes de preuve recevables notamment en matière de contrat), un témoignage ... Il ne peut en principe y avoir de preuve préconstituée. Il y a des modes de preuve obligatoires comme les procès verbaux en matière de contravention (article 537 du CPP). Mais la jurisprudence est hostile à cette limitation et ne l'accepte que lorsque la loi le prévoit expressément.
Contrairement au droit civil, la vérité prime sur la loyauté. Si les parties apportent une preuve déloyale en procédure pénale, elle sera admise car c'est l'intérêt général et l'ordre public qui sont en cause.

### Présomption d'innocence
La présomption d'innocence est un principe directeur en droit français, rappelé à l'article préliminaire du code de procédure pénale.
Il est affirmé à l'article 9 de la déclaration des droits de l'homme et du citoyen. Ce principe implique qu'il revient à l'accusation de prouver et démontrer la culpabilité, dans le respect de la procédure et de la légalité, et non au prévenu ou à l'accusé d'établir son innocence. Il a pour corollaire qu'en cas de doute, celui-ci doit en principe profiter à l'accusé ou au prévenu, étant néanmoins précisé que l'intime conviction du juge ou des jurés peut toutefois amoindrir ces principes.
Ce principe est renforcé au niveau européen, notamment par l'article 6 § 2 de la Convention européenne des droits de l'homme.
Ainsi, la société préfèrerait « dix coupables en liberté plutôt qu'un innocent en prison » (adage de William Blackstone).

## Limite: légalité de la preuve
Le principe de la légalité constitue un correctif à la liberté de la preuve. L'article 81 du Code de procédure pénale précise que « le juge d’instruction peut procéder ou faire procéder à tous actes d’information utiles à la manifestation de la vérité ». En principe on pourrait prendre cet énoncé à la lettre et conclure que seuls les modes de preuve autorisés par la loi sont admis. Mais la jurisprudence en ressort le principe général de la loyauté et ne pose donc qu'une limite générale : le procédé ne doit pas être déloyal.

### Limites légales
Il existe certaines restrictions légales. Ainsi par exemple les contraventions ne peuvent être prouvées que par certains modes de preuve : les procès-verbaux et les témoignages (article 537 du Code de procédure pénale).

### Interdiction des modes de preuve contraires aux droits de la défense
Les droits de la défense sont consacrés dans l'article 9 de la Déclaration des droits de l'homme et du citoyen de 1789 et dans l'article 6 de la Convention européenne des droits de l'homme. Il est interdit d'administrer des preuves obtenues en violation des droits de la défense. 
Mais la jurisprudence admet parfois certaines limites. Elle autorise notamment la possibilité d'écouter la conversation téléphonique entretenue entre un avocat et son client si elle a pour but d'apporter la preuve de la participation de l'avocat à l'infraction. (Cass. crim. 12 mars 1992). La Loi du 12 décembre 2005 dispose que la communication entre l'avocat et son client ne peut être interceptée lorsqu'elle relève des droits de la défense. A contrario, elles pourraient l'être si la communication ne relève pas des droits de la défense. Cela reste à confirmer.

### Interdiction des modes de preuve contraires à la dignité humaine
Le droit au respect de la dignité humaine impose que les preuves rapportées au procès pénal n'aient pas été obtenues en violation de ce droit. Ce droit est protégé au niveau international par l'article 3 de la convention européenne des droits de l'homme qui dispose que « nul ne peut être soumis à la torture ni à des peines ou traitements inhumains ou dégradants ». C'est également un principe général du droit pénal au niveau national.
Le respect de ce droit interdit, d'une part, l'obtention de preuves par la violence de toute nature qu'elle soit. C'est une interdiction absolue qui s'adresse avant tout aux agents de l'autorité publique (violences policières), mais également aux particuliers.
D'autre part, on exclut également le recours à certains procédés scientifiques pour obtenir des preuves et qui seraient contraires à la dignité humaine. Ces procédés sont rejetés dans la mesure où ils forcent la volonté de l'individu qui n'est donc pas libre.
Parmi ces procédés, on exclut donc le polygraphe ou détecteur de mensonges,  la narcose (narco-interrogatoire après injection du penthotal dit sérum de vérité), le narco-interrogatoire. Mais cela ne remet pas en cause la validité  du « narco-diagnostique », c’est-à-dire l'utilisation de la narcose dans le cadre d'une expertise médicale pour faire la lumière sur la personnalité du sujet (Cass crim 12 décembre 2000; 28 novembre 2001). L'interdiction de tels procédés rejoint aussi le droit de ne pas s'autoincriminer, lui-même pendant du principe de la présomption d'innocence.
En revanche, on admet les procédés destinés à prouver la réalité d'une infraction ou l'identité du délinquant. Parmi ces procédés, on retrouve l'identification du délinquant par photographie, l'implication d'une personne par l'analyse génétique (article 16-11 du Code civil), l'établissement de persécutions téléphoniques par l'emploi d'appareils qui permettent de relever les numéros appelant une ligne, la preuve des excès de vitesse par radar (cinémomètre), la preuve de l'état d'ivresse par analyse de l'alcoolémie.

### Interdiction de certains modes de preuve déloyaux
Le principe de loyauté dans la recherche de la preuve interdit l'utilisation de procédés déloyaux, de ruses ou de stratagèmes en vue de réunir des éléments de preuve.
Le droit impose une certaine loyauté dans la recherche de la preuve par les magistrats (Cass, 31 janvier 1888, déloyauté d'une procédure où un juge d'instruction avait téléphoné à un suspect pour obtenir des éléments de preuve sans mentionner sa qualité), par les policiers agissant sous commission rogatoire (Crim. 12 juin 1952, déloyauté dans une procédure où un policier avait organisé une conversation téléphonique, en dictant les questions et les réponses d'un des intervenants), et de manière plus relative lorsque la Police Judiciaire agit en enquête de police. 
Dans le cadre de l'enquête, la jurisprudence française et européenne a en effet consacré la solution plus souple de l'absence de la provocation policière. dans l'arrêt CEDH, 1998, Teixera c/ Portugal, la Cour autorise le recours à l'infiltration si la technique est justifiée par la nature de l'infraction (ici, le trafic de stupéfiants) et si l'agent infiltré ne provoque pas lui-même la commission de l'infraction. Toutefois, dans deux arrêts distincts traitant d'une même affaire, (Crim. 7 février 2007 et Crim. 4 juin 2008), la Cour de cassation a estimé que la simple mise en place d'un stratagème, sans provocation caractérisée de la part d'un agent de la force publique, était un mode déloyal de preuve.
En revanche, concernant la preuve administrée par une partie, la loyauté de la preuve n'est pas exigée dès lors que les procédés employés peuvent être discutés de manière contradictoire, selon les dispositions de l'article 427 du Code de procédure pénale : ainsi, Crim. 30 mars 1999 n° 97-83464, des enregistrements téléphoniques réalisés par un particulier à l'insu de l'auteur, ainsi, Crim, 11 juin 2002, des testings de l'association SOS Racisme. Par principe, l'obtention d'une preuve par la commission d'une infraction, si elle ne rend pas la première irrecevable, peut entraîner des poursuites contre la personne concernée, sauf si la commission de cette infraction a été nécessaire à l'exercice de ses droits de la défense.